# آندس لینئاس آئرئاس
آندس لینئاس آئرئاس (به انگلیسی: Andes Líneas Aéreas) یک شرکت هواپیمایی با کد یاتا OY است که در تاریخ ۲۰۰۶ میلادی تأسیس شده است. دفتر مرکزی آندس لینئاس آئرئاس در سالتا، آرژانتین واقع شده‌است و قطب این شرکت هواپیمایی در فرودگاه بین‌المللی مارتین میگول داگومس قرار دارد و به ۳ مقصد، پرواز مستقیم انجام می‌دهد.